# Station Périgueux
Station Périgueux is een spoorwegstation in de Franse stad Périgueux.